# Sayonara kizu darake no hibi yo
Sayonara kizu darake no hibi yo (jap. さよなら傷だらけの日々よ) – czterdziesty ósmy singel japońskiego zespołu B’z, wydany 13 kwietnia 2011 roku. Osiągnął 1 pozycję w rankingu Oricon i pozostał na liście przez 16 tygodni, sprzedał się w nakładzie 177 180 egzemplarzy. Singel zdobył status złotej płyty.
Utwór tytułowy został wykorzystany w reklamie napoju „Pepsi Nex” firmy Pepsi-Cola.

## Lista utworów
| Nr | Tytuł                                                             | Czas |
| -- | ----------------------------------------------------------------- | ---- |
| 1. | „Sayonara kizu darake no hibi yo” (jap. さよなら傷だらけの日々よ) | 3:43 |
| 2. | „Dawn Runner”                                                     | 3:05 |

## Muzycy
- Tak Matsumoto: gitara, kompozycja i aranżacja utworów
- Kōshi Inaba: wokal, teksty utworów, aranżacja
- Shane Gaalaas: perkusja
- Barry Sparks: gitara basowa
- TAMA MUSIC Strings： instrumenty smyczkowe
- Terachi Hideyuki: aranżacja

## Notowania
| Lista                        | Pozycja |
| ---------------------------- | ------- |
| Oricon Weekly Singles Chart  | 1       |
| Oricon Monthly Singles Chart | 3       |
| Oricon Yearly Singles Chart  | 44      |
| Billboard Japan Hot 100      | 1       |